# Eulaema peruviana
Eulaema peruviana är en biart som först beskrevs av Heinrich Friese 1903.  Eulaema peruviana ingår i släktet Eulaema, tribus orkidébin, och familjen långtungebin. Inga underarter finns listade.